# Julian Ambroziewicz
Julian Ambroziewicz, ps. "Jola" (ur. 12 lutego 1899 w Warszawie, zm. 7 listopada 1989 tamże) – architekt, oficer (kapitan) Wojska Polskiego, członek Armii Krajowej, Sprawiedliwy wśród Narodów Świata.

## Życiorys
Urodził się w Warszawie w rodzinie Wiktora i Adeli z domu Czempińskiej. Był znanym warszawskim architektem, członkiem m.in. warszawskiego oddziału Stowarzyszenia Architektów Polskich. W 1933 ukończył studia na Wydziale Architektury Politechniki Warszawskiej. 

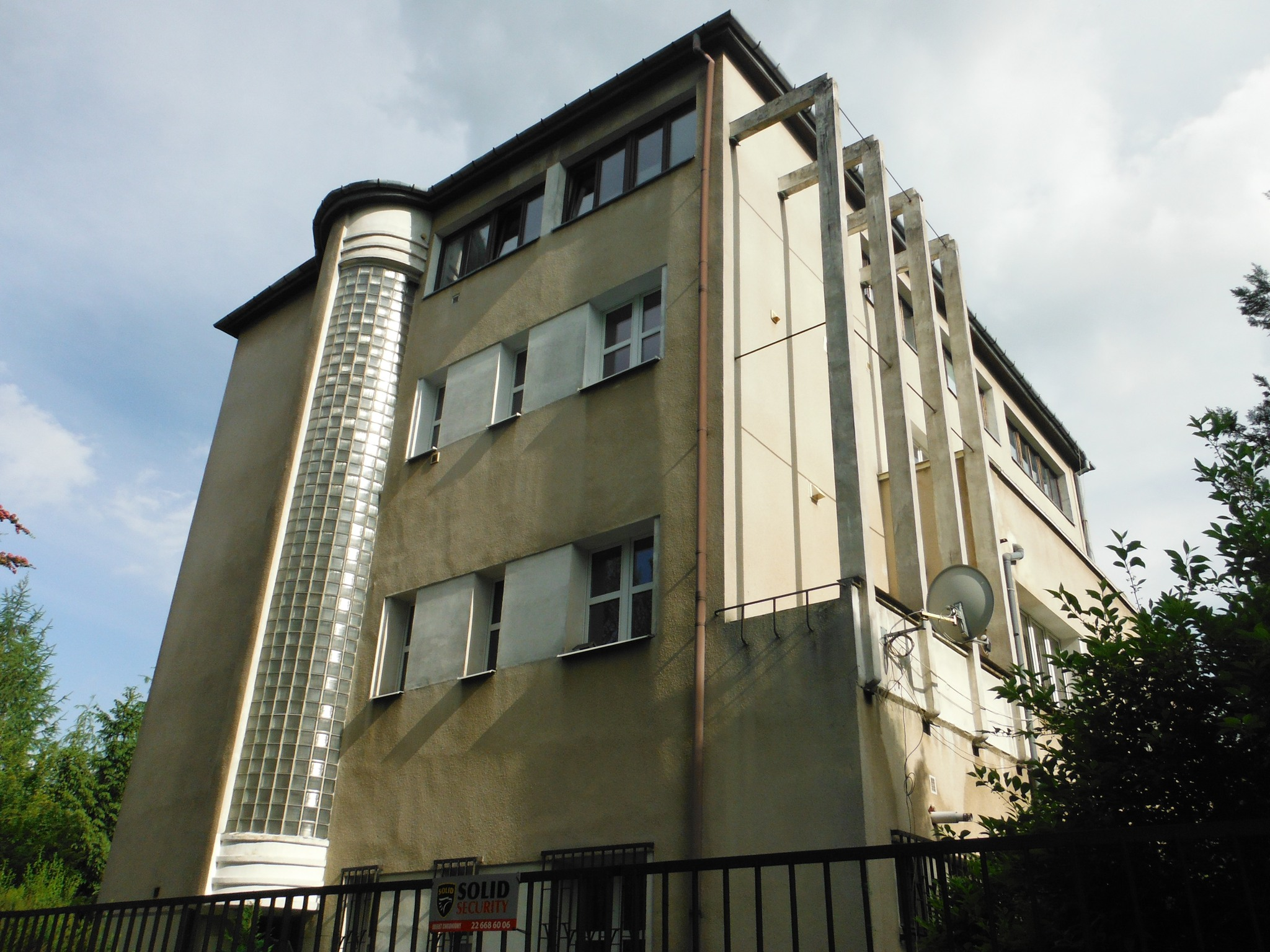
Willa Ambroziewicza przy ul. Obrońców 26 w Warszawie

Był autorem projektów warszawskich domów mieszkalnych, m.in. domu wielorodzinnego przy ul. Francuskiej 15, domu jednorodzinnego przy ul. Krotoszyńskiej 5 (lata 1935-1936), domu wielorodzinnego przy ul. Obrońców 3 (1937 r.), czy też willi rodziny Tańskich przy ul. Czarneckiego 61. Jest też autorem projektu własnego domu przy ul. Obrońców 26 (1938 r.).
W momencie wybuchu II wojny światowej był oficerem Wojska Polskiego. 
Brał czynny udział w konspiracji AK. Był uczestnikiem Powstania Warszawskiego w 1944 r. Walczył w VI Obwodzie (Praga) Warszawskiego Okręgu Armii Krajowej - 5 Rejonie - zgrupowaniu 1670 - pluton nr 1671.
W 1949 Julian Ambroziewicz został aresztowany za działalność konspiracyjną podczas okupacji niemieckiej przez Urząd Bezpieczeństwa. W mieszkaniu Ambroziewicza przez kilka miesięcy funkcjonariusze UB urządzili tzw. kocioł.
Zmarł w Warszawie, został pochowany na Cmentarzu Stare Powązki w Warszawie, kw. 209, rząd 6, miejsce 3-4.
6 czerwca 1993 otrzymał przyznany przez instytut Jad Waszem medal Sprawiedliwy wśród Narodów Świata.

### Pomoc rodzinie Joselzon
Po zajęciu Warszawy powrócił do miasta wstępując w szeregi konspiracji. Zaangażował się w odbudowę zniszczonych budynków i wykańczanie niedokończonych inwestycji, jak przy ul. Kopernika 4. W tym czasie zwrócił się do niego jego kolega z czasów szkolnych, Józef Rozencwaj (Rosenberg). Poprosił Ambroziewicza aby w mieszkaniu po "aryjskiej" stronie miasta urządził kryjówkę dla żydowskiej rodziny przedsiębiorcy Leona Joselzona, żydowskiego przedsiębiorcy, właściciela firmy Polska Centrala Maszyn "Rozpęd", wyspecjalizowanego w branży dziewiarskiej. Przygotował im pokój-skrytkę w swoim budynku, gdzie mieściło się jego biuro. Po wybuchu powstania w getcie warszawskim rodzina uciekła do przygotowanej kryjówki. 

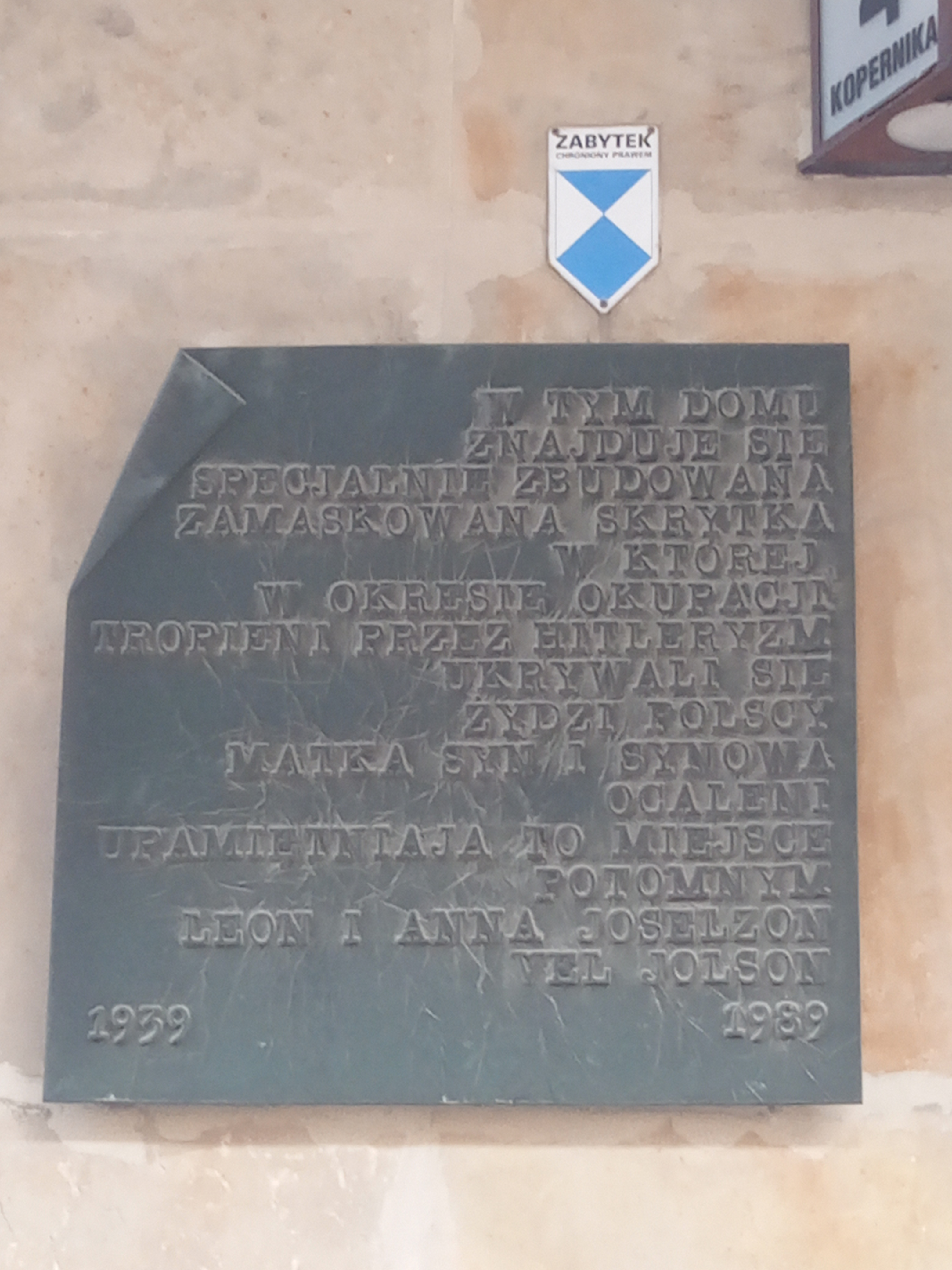
Tablica przy ul. Kopernika 4 w Warszawie.

Ambroziewicz wspominał po latach: „Rodzina Joselzonów znana była w całej dzielnicy jako ludzie zamożni – posiadali duży dom mieszkalny czterokondygnacyjny z dwoma podwórzami przy ul. Nowolipki w Warszawie oraz duży dom – pensjonat w kuracyjnej miejscowości (Kaczy Dół) obecnie zwanej Międzylesie. (…) Leon Jolson (Joselzon) był przedstawicielem na Polskę firmy Singer i był człowiekiem bardzo zamożnym”.
Julian Ambroziewicz na zlecenie Armii Krajowej projektował i zakładał w odbudowywanych domach zakamuflowane kryjówki. Z jego ręki powstały przynajmniej cztery takie skrytki: dwie przy ul. Świętokrzyskiej 25, jedna przy ul. Puławskiej 164 i jedna w kamienicy przy ul. Kopernika 4. Wszystkie miały podwójne przeznaczenie, służyły zarówno jako przechowalnia sprzętu AK i miejsce ukrycia uciekinierów z getta. Pomocy w ich sfinansowaniu udzielił sam Joselzon. Po ucieczce z getta zamieszkali przy Świętokrzyskiej. Ambroziewicz dostarczał im broń oraz radio, a także odwiedzał od czasu do czasu. W biurze na ostatnim piętrze stała specjalnie skonstruowana szafa, przez którą przechodziło się do pokoju z łazienką. Później, Joselzonowie przenieśli się na ul. Puławską. Ostatecznie jego trzyosobowa rodzina przeprowadziła się do mieszkania przy ul. Kopernika 4, pod numerem 21, mieszczącego się na ostatnim piętrze. Joselzonowie na dzień zamykali się w niewielkim schowku o wymiarach 2,5 x 1,5 m. Do pokoju wychodzili tylko pod osłoną nocy.
20 sierpnia 1943 zmarła na nowotwór matka Leona, Blima Joselzon. Aby nie dopuścić do dekonspiracji, pochowano ją jako chrześcijankę na Cmentarzu Bródnowskim pod sfingowanym nazwiskiem "Stefania Rudnicka". Leon wraz z żoną Anną przebywali w budynku aż do 7 września 1944 r. Trafili do obozu przejściowego skąd uciekli z transportu do obozu koncentracyjnego. Po II wojnie światowej emigrowali do Stanów Zjednoczonych.
Kilka lat temu skrytka przy ul. Kopernika została zniszczona przez najemców.

### Odznaczenia
Julian Ambroziewicz został honorowany m.in.: orderem Virtuti Militari V klasy, Krzyżem Walecznych, Krzyżem Zasługi z Mieczami, Krzyżem Armii Krajowej, Krzyżem Partyzanckim.

### Upamiętnienie
Na fasadzie kamienicy przy ul. Kopernika 4 umieszczono tablicę pamiątkową, upamiętniającą istnienie w tym miejscu skrytki, w której Julian Ambroziewicz ukrywał rodzinę Joselzonów.